# Reinhard Winter (Politiker)
Reinhard Winter (* 25. November 1953 in Hessisch Oldendorf) ist ein deutscher Kommunalpolitiker (CDU).
Nach dem Beenden der Realschule machte Winter eine Ausbildung zum Industriekaufmann und war danach als kaufmännischer Angestellter tätig. Im Anschluss daran besuchte er die Fachoberschule Wirtschaft, die er mit der Fachhochschulreife abschloss. Nach der Ableistung des Wehrdienstes studierte Winter an der Fachhochschule Lippe, Abteilung Lemgo, Betriebswirtschaft und erreichte 1977 einen Abschluss als Diplom-Betriebswirt. Daraufhin studierte er Rechts- und Politikwissenschaften an der Universität Hannover. Nach der bestandenen zweiten juristischen Prüfung 1984 wurde er Rechtsassessor. Es folgten Stationen als Assessor bei der Bezirksregierung Hannover und bei der Stadt Lehrte. 1986 wechselte er zum Niedersächsischen Umweltministerium und wurde persönlicher Referent des Umweltministers Werner Remmers. 1989 wurde er Leiter des Referats Übergreifende Umweltprojekte, wirtschaftliche Angelegenheiten der Umweltpolitik und 1990 Leiter des Referats Ökologische Wirtschaft im Niedersächsischen Umweltministerium.
Seit 1991 war Winter Kreisdirektor und allgemeiner Vertreter des Oberkreisdirektors beim Landkreis Emsland. Nach dem Ende der Zweigleisigkeit der Kommunalverwaltung wurde er 2001 Erster Kreisrat und allgemeiner Vertreter des Landrats. Ab dem 1. November 2011 war er Landrat des Landkreises Emsland. Er wurde mit 68,02 Prozent der gültigen Stimmen gewählt. Winter verzichtete auf eine erneute Kandidatur für die Landratswahl und verabschiedete sich zum 31. Oktober 2019 in den Ruhestand. Zum Nachfolger von Winter wurde bei der Landratswahl am 26. Mai 2019 Marc-André Burgdorf (CDU) mit 59,44 Prozent der gültigen Stimmen gewählt. Burgdorf trat am 1. November 2019 die Nachfolge Winters an. 2021 wurde Winter mit der Emsland-Medaille ausgezeichnet.
Reinhard Winter ist verheiratet und hat zwei erwachsene Töchter. Er lebt in Meppen.